# Joop Wolff

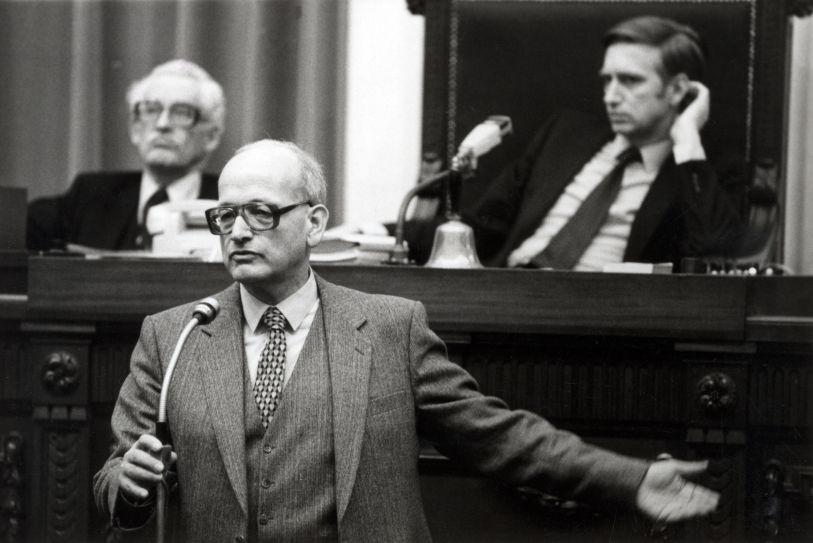
Joop Wolff

Johan „Joop“ Frederik Wolff (* 14. März 1927 in Velsen; † 7. Januar 2007 in Amsterdam) war ein niederländischer Politiker (Communistische Partij van Nederland (CPN) und GroenLinks) und Journalist. Er war Abgeordneter im niederländischen Unterhaus und Chefredakteur der Parteizeitung De Waarheid.

## Leben
Wolff kam in einer armen Familie zur Welt, sein Vater war Beamter und starb bereits vor seiner Geburt, seine Mutter war Krankenschwester. Zusammen mit seinem älteren Bruder Jaap war er in seinem Wohnort Haarlem bereits mit 15 Jahren Teil des kommunistischen Widerstands während der deutschen Besatzung im Zweiten Weltkrieg. Dort war er mit Hannie Schaft aktiv, einer Ikone der Widerstandsbewegung. Nach dem Krieg leitete er unter anderem zusammen mit dem späteren CPN-Fraktionsvorsitzenden Marcus Bakker die CPN-Jugendorganisation ANVJ, die er noch zu Kriegszeiten gegründet hatte. die ANVJ stand in Gegnerschaft zum Auftreten der Niederlande im Indonesischen Unabhängigkeitskrieg; Wolff war Kontaktmann zur Kommunistischen Partei Indonesiens PKI, eine Zeit lang auch unter Decknamen von Peking aus.
1945 wurde Wolff auch Reporter bei der Parteizeitung De Waarheid und rückte bereits 1947 in die Parteispitze auf, der er bis 1982 angehören sollte. 1956 wurde er Korrespondent in Moskau und zwei Jahre später als Nachfolger Bakkers zum Chefredakteur ernannt, diese Funktion sollte er 20 Jahre lang bis 1978 behalten. Zu jener Zeit hatte das Blatt bereits massiv an Bedeutung verloren, lediglich in Wolffs letzten Jahren bei De Waarheid gab es einen leichten Aufwärtstrend, bevor die Zeitung 1990 endgültig eingestellt wurde. Auch sein Bruder war bei der Zeitung als Journalist tätig.
1967 wurde Wolff Abgeordneter im niederländischen Unterhaus und blieb dies mit einer kurzen Unterbrechung im Jahr 1977 bis 1982. Während dieser Zeit war er an der Widmung des 5. Mai als nationaler Gedenktag beteiligt und setzte sich für den Erhalt des Hotels De Wereld in Wageningen ein, in dem die Deutschen ihre Kapitulation unterzeichnet hatten. Dies verschaffte ihm freundschaftliche Kontakte zu Prinz Bernhard. Nach dem Niedergang der CPN und ihrem Ausscheiden aus dem Unterhaus im Jahr 1986 folgte Wolff anderen Mitgliedern seiner Partei in das Wahlbündnis GroenLinks, in dem schließlich die CPN 1991 vollständig aufging.
Wolff war Ehrenvorsitzender des COVVS (Centraal Orgaan Voormalig Verzet en Slachtoffers, dt. Zentralorgan des früheren Widerstands und der Kriegsopfer). Des Weiteren war er Mitglied des „Raad voor de Kunst“ (Kunstrat).

## Werke
- Uit het rijk der 1000 eilanden: Indonesië zoals het is: het verhaal van een reis door Indonesië., Pegasus (Amsterdam), 1954 (in vier Sprachen übersetzt)

### Online
- Joop Wolff auf parlement.com (niederländisch)
- Porträt auf der Website des Amsterdamer Widerstandsmuseums (Memento vom 11. Mai 2013 im Internet Archive) (niederländisch)